# Kapverdischer Real
Der Real (plural Réis)  war die Währung der seinerzeitigen portugiesischen Kolonie, der heute unabhängigen Kapverdischen Inseln bis 1914. Er entsprach dem Portugiesischen Real. Portugiesische Münzen waren in Gebrauch, aber Banknoten wurden seit 1865 von der Banco Nacional Ultramarino speziell für die Kolonie Kap Verde herausgegeben. Der Real wurde 1914 durch den  Kap-Verde-Escudo im Verhältnis 1000 Reis = 1 Escudo ersetzt. Kap-Verde-Escudo blieb auch nach der Unabhängigkeit der Republik Kap Verde die Währungsbezeichnung.

## Banknoten
1865 wurden portugiesische Banknoten für den Gebrauch auf den Kapverden überstempelt. 1897 wurden Banknoten mit speziellem Design für die Kapverden herausgegeben. Die Werte waren 1000, 2500 und 5000 Réis. Banknoten für 10.000, 20.000 und 50.000 Réis folgten 1909.